# Cuthona georgiana
Cuthona georgiana is een slakkensoort uit de familie van de Cuthonidae. De wetenschappelijke naam van de soort is voor het eerst geldig gepubliceerd in 1886 door Pfeffer in Martens & Pfeffer.